# Colombier-Fontaine
Colombier-Fontaine és un municipi francès situat al departament del Doubs i a la regió de Borgonya - Franc Comtat. L'any 2007 tenia 1.415 habitants.

## Demografia

### Població
El 2007 la població de fet de Colombier-Fontaine era de 1.415 persones. Hi havia 574 famílies de les quals 172 eren unipersonals (96 homes vivint sols i 76 dones vivint soles), 157 parelles sense fills, 185 parelles amb fills i 60 famílies monoparentals amb fills.
La població ha evolucionat segons el següent gràfic:
Habitants censats

### Habitatges
El 2007 hi havia 639 habitatges, 607 eren l'habitatge principal de la família, 1 era una segona residència i 31 estaven desocupats. 413 eren cases i 223 eren apartaments. Dels 607 habitatges principals, 394 estaven ocupats pels seus propietaris, 204 estaven llogats i ocupats pels llogaters i 9 estaven cedits a títol gratuït; 11 tenien una cambra, 36 en tenien dues, 94 en tenien tres, 171 en tenien quatre i 294 en tenien cinc o més. 499 habitatges disposaven pel capbaix d'una plaça de pàrquing. A 279 habitatges hi havia un automòbil i a 256 n'hi havia dos o més.

### Piràmide de població
La piràmide de població per edats i sexe el 2009 era:
| Homes | Edats   | Dones |
| ----- | ------- | ----- |
| 0     | 95 o +  | 0     |
| 4     | 90 a 94 | 8     |
| 4     | 85 a 89 | 20    |
| 8     | 80 a 84 | 24    |
| 24    | 75 a 79 | 40    |
| 20    | 70 a 74 | 44    |
| 28    | 65 a 69 | 20    |
| 36    | 60 a 64 | 36    |
| 48    | 55 a 59 | 48    |
| 64    | 50 a 54 | 52    |
| 52    | 45 a 49 | 64    |
| 28    | 40 a 44 | 48    |
| 80    | 35 a 39 | 52    |
| 44    | 30 a 34 | 32    |
| 52    | 25 a 29 | 64    |
| 40    | 20 a 24 | 32    |
| 28    | 15 a 19 | 84    |
| 80    | 10 a 14 | 56    |
| 24    | 5 a 9   | 28    |
| 12    | 0 a 4   | 28    |

## Economia
El 2007 la població en edat de treballar era de 909 persones, 632 eren actives i 277 eren inactives. De les 632 persones actives 568 estaven ocupades (323 homes i 245 dones) i 64 estaven aturades (30 homes i 34 dones). De les 277 persones inactives 87 estaven jubilades, 88 estaven estudiant i 102 estaven classificades com a «altres inactius».

### Ingressos
El 2009 a Colombier-Fontaine hi havia 594 unitats fiscals que integraven 1.426 persones, la mediana anual d'ingressos fiscals per persona era de 17.137 €.

### Activitats econòmiques
Dels 63 establiments que hi havia el 2007, 2 eren d'empreses extractives, 2 d'empreses alimentàries, 1 d'una empresa de fabricació de material elèctric, 1 d'una empresa de fabricació d'elements pel transport, 5 d'empreses de fabricació d'altres productes industrials, 6 d'empreses de construcció, 9 d'empreses de comerç i reparació d'automòbils, 3 d'empreses de transport, 7 d'empreses d'hostatgeria i restauració, 1 d'una empresa financera, 6 d'empreses immobiliàries, 3 d'empreses de serveis, 9 d'entitats de l'administració pública i 8 d'empreses classificades com a «altres activitats de serveis».
Dels 19 establiments de servei als particulars que hi havia el 2009, 1 era una oficina de correu, 1 una oficina bancària, 1 taller de reparació d'automòbils i de material agrícola, 1 paleta, 4 fusteries, 2 lampisteries, 3 perruqueries, 3 restaurants, 1 agència immobiliària, 1 tintoreria i 1 saló de bellesa.
Dels 6 establiments comercials que hi havia el 2009, 1 era una botiga de més de 120 m², 2 fleques, 1 una fleca, 1 una botiga de material de revestiment de parets i terra i 1 una joieria.

## Equipaments sanitaris i escolars
L'únic equipament sanitari que hi havia el 2009 era una farmàcia.
El 2009 hi havia 1 escola maternal i 1 escola elemental.

## Poblacions més properes
El següent diagrama mostra les poblacions més properes.